# Coupe de la Confédération centre-américaine et caribéenne de football
La Coupe de la Confédération centre-américaine et caribéenne de football (connue aussi sous le nom de Coupe CCCF) était une compétition de football désignant le champion de la Confédération centre-américaine et caribéenne de football (CCCF).
Le tournoi est organisé dix fois de 1941 à 1961. En 1961, la CCCF fusionne avec la Confédération nord-américaine de football (NAFC) au sein de la Confédération de l'Amérique du Nord, centrale et Caraïbes de football association (CONCACAF), qui organise à partir de 1963 le Championnat de la CONCACAF puis à partir de 1991 la Gold Cup.

## Palmarès

### Par année
| Édition | Pays hôte              | Vainqueur  | Deuxième               | Troisième  | Quatrième              | Meilleur buteur           |
| ------- | ---------------------- | ---------- | ---------------------- | ---------- | ---------------------- | ------------------------- |
| 1941    | Costa Rica             | Costa Rica | Salvador               | Curaçao    | Panama                 | José Rafael Meza (8 buts) |
| 1943    | Salvador               | Salvador   | Guatemala              | Costa Rica | Nicaragua              | ?                         |
| 1946    | Costa Rica             | Costa Rica | Guatemala              | Salvador   | Honduras               | ?                         |
| 1948    | Guatemala              | Costa Rica | Guatemala              | Panama     | Antilles néerlandaises | ?                         |
| 1951    | Panama                 | Panama     | Costa Rica             | Nicaragua  | (trois participants)   | ?                         |
| 1953    | Costa Rica             | Costa Rica | Honduras               | Guatemala  | Antilles néerlandaises | Rodolfo Ramírez (7)       |
| 1955    | Honduras               | Costa Rica | Curaçao                | Honduras   | Salvador               | ?                         |
| 1957    | Antilles néerlandaises | Haïti      | Curaçao                | Honduras   | Panama                 | Phénol Charles (8)        |
| 1960    | Cuba                   | Costa Rica | Antilles néerlandaises | Honduras   | Suriname               | Alberto Armijo (5)        |
| 1961    | Costa Rica             | Costa Rica | Salvador               | Honduras   | Haïti                  | Juan Ulloa Ramírez (10)   |

### Bilan par pays
| Rang | Pays       | Titre(s) | Édition(s)                               |
| ---- | ---------- | -------- | ---------------------------------------- |
| 1    | Costa Rica | 7        | 1941, 1946, 1948, 1953, 1955, 1960, 1961 |
| 2    | Haïti      | 1        | 1957                                     |
| 2    | Panama     | 1        | 1951                                     |
| 2    | Salvador   | 1        | 1943                                     |